# 克钦邦民主党
克钦邦民主党 (縮寫 KSDP)是缅甸的一个少数民族政党。该党由克钦独立组织前副主席马南杜加博士于2013年成立。
由于马南杜加与克钦独立组织的关系，选举委员会拒绝了克钦邦民主党参加2010年缅甸议会选举最初要求。